# Sommer-Paralympics 1960/Teilnehmer (Österreich)
| stlisierte Goldmedaille | stlisierte Silbermedaille | stlisierte Bronzemedaille |
| ----------------------- | ------------------------- | ------------------------- |
| 11                      | 8                         | 11                        |

An den Sommer-Paralympics 1960 in der italienischen Hauptstadt Rom nahm Österreich mit 23 Athletinnen und Athleten teil.

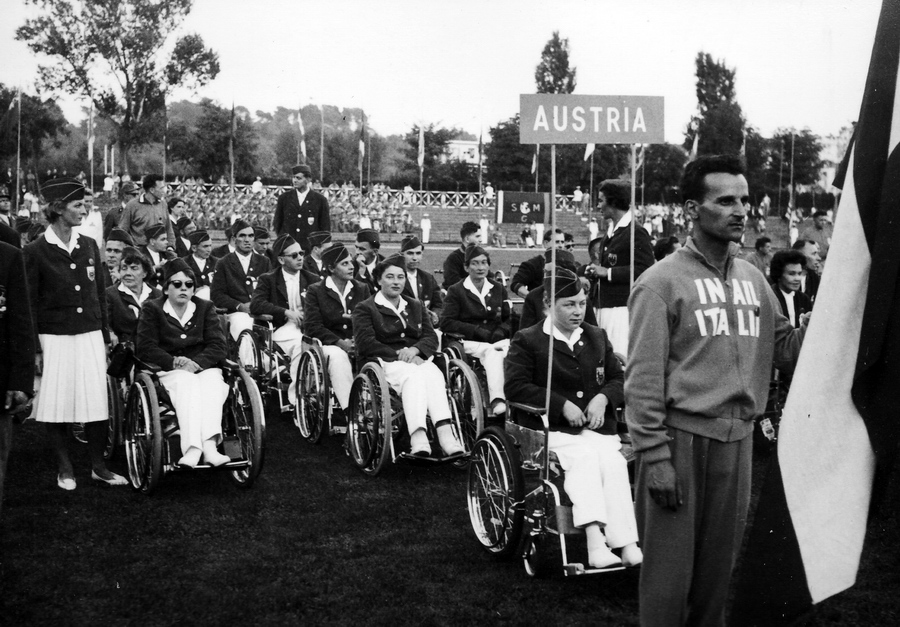
Österreich bei der Eröffnungsfeier am 18. September 1960

## Teilnehmer nach Sportarten

### Bogenschießen
Es waren keine österreichischen Teilnehmer dabei.

### Dartchery
Es waren keine österreichischen Teilnehmer dabei.

### Leichtathletik
| Athleten                 | Wettbewerb      | Platzierung |
| Frauen                   | Frauen          | Frauen      |
| ------------------------ | --------------- | ----------- |
| Manette Berger-Waldenegg | Keulenwurf A    | Bronze      |
| Manette Berger-Waldenegg | Speerwurf A     | Bronze      |
| Ilse Driessler           | Speerzielwurf A | Bronze      |
| Rosi Kohlmannhuber       | Speerzielwurf C | Bronze      |
| Männer                   |                 |             |
| Franz Pichler            | unbekannt       |             |
| Engelbert Rangger        | Speerwurf C     | 6. Platz    |
| Engelbert Rangger        | Speerzielwurf C | Bronze      |
| Walter Telsnig           | Speerzielwurf C | Silber      |

### Rollstuhlbasketball
| Athleten | Wettbewerb | Platzierung  |
| --- | ---------- | ------------ |
| Manette Berger-Waldenegg Winfried Brauner Rudolf Knapp Herbert Kodras Robert Naggler Herbert Szinowatz Walter Telsnig Albert Thom Hans Wollner | Klasse A   | teilgenommen |

### Rollstuhlfechten
Keine österreichischen Teilnehmer.

### Schwimmen
| Athleten                 | Wettbewerb                       | Platzierung |
| Frauen                   | Frauen                           | Frauen      |
| ------------------------ | -------------------------------- | ----------- |
| Manette Berger-Waldenegg | 50 m Brust (komplett 3)          | Gold        |
| Manette Berger-Waldenegg | 50 m Kraulen (komplett 3)        | Gold        |
| Manette Berger-Waldenegg | 50 m Rücken (komplett 3)         | Gold        |
| Frieda Dörfel            | 50 m Rücken (komplett 4)         | Bronze      |
| Ilse Driessler           | 50 m Kraulen (komplett 3)        | Silber      |
| Ilse Driessler           | 50 m Rücken (komplett 3)         | Silber      |
| Rosa Kühnel              | 25 m Brust (komplett 2)          | Bronze      |
| Rosa Kühnel              | 25 m Kraulen (komplett 2)        | Silber      |
| Rosa Kühnel              | 25 m Rücken (komplett 2)         | Gold        |
| Ilse Scharf              | 50 m Brust (inkomplett 3)        | Gold        |
| Ilse Scharf              | 50 m Rücken (inkomplett 3)       | Gold        |
| Männer                   |                                  |             |
| Gernot Egger             | 50 m Brust (Klasse unbekannt)    | 4. Platz    |
| Gernot Egger             | 50 m Freistil (Klasse unbekannt) | 5. Platz    |
| Johann Igel              | 50 m Brust (inkomplett 3)        | Bronze      |
| Johann Igel              | 50 m Kraulen (inkomplett 3)      | Gold        |
| Johann Igel              | 50 m Rücken (inkomplett 3)       | Silber      |
| Herbert Kodras           | 25 m Brust (komplett 2)          | 4. Platz    |
| Heinz Schneider          | 25 m Brust (komplett 1)          | Silber      |
| Heinz Schneider          | 25 m Kraulen (komplett 1)        | Gold        |
| Heinz Schneider          | 25 m Rücken (komplett 1)         | Bronze      |
| Walter Telsnig           | 50 m Brust (komplett 4)          | Bronze      |

### Snooker
Keine österreichischen Teilnehmer.

### Tischtennis
| Athleten                             | Wettbewerb | Platzierung |
| Frauen                               | Frauen     | Frauen      |
| ------------------------------------ | ---------- | ----------- |
| Manette Berger-Waldenegg             | Einzel B   | Silber      |
| Manette Berger-Waldenegg Rosa Kühnel | Doppel B   | Gold        |
| Manette Berger-Waldenegg Ilse Scharf | Doppel C   | Gold        |
| Hermine Kraft                        | Einzel C   | unbekannt   |
| Ilse Scharf                          | Einzel C   | Silber      |
| Männer                               |            |             |
| Felix Lettner                        | Einzel A   | 4. Platz    |
| Hans Paulhart Heinz Schneider        | Doppel A   | Bronze      |
| Engelbert Rangger                    | Einzel B   | Gold        |

### Weitere Teilnehmer
Otto Hartwig startete in einer nicht näher bekannten Sportart.